# Samuel Kahanamoku
Samuel Kahanamoku (né le 4 novembre 1902 à Honolulu et mort le 26 avril 1966 dans la même ville) est un nageur américain hawaïen spécialiste des épreuves de nage libre. Il est le frère de Duke Kahanamoku.

## Palmarès

### Jeux olympiques
- Jeux olympiques de 1924 à Paris (France) :
  -  Médaille de bronze du 100 m nage libre[1].